# Varumärkesarkitektur
En varumärkesarkitektur eller varumärkeshierarki är den struktur som styr hur ett företags olika varumärken förhåller sig till varandra.
Det finns fyra huvudsakliga strukturer för varumärken:
- Paraplyvarumärke: Ett starkt, dominerande varumärke (t.ex. Fedex)
- Individuell arkitektur: Ett flertal individuella varumärken med ett bakomliggande företag som inte syns i marknadsföringen (t.ex. Orkla)
- Hybridarkitektur: Starkt huvudvarumärke, vissa gemensamma märken och andra underordnade varumärken med egen profil. (t.ex. H&M)
- Stöttad arkitektur: Ett huvudvarumärke som kopplas till underliggande märken (t.ex. Kellogg's)